# Éléonore de Bohun (1304-1363)
Titre
Comtesse d'Ormond
2 novembre 1328 – 6 janvier 1338
(9 ans, 2 mois et 4 jours)
Éléonore de Bohun, comtesse d'Ormond (17 octobre 1304 - 7 octobre 1363) est une aristocrate anglaise née au château de Knaresborough. Elle est la fille d'Humphrey de Bohun, 4e comte de Hereford, et d'Élisabeth d'Angleterre, fille du roi Édouard Ier d'Angleterre et d'Éléonore de Castille.

## Biographie
Après la mort de ses parents, elle est confiée à sa tante Marie d'Angleterre et est élevée au prieuré d'Amesbury aux côtés de divers cousines, dont Jeanne Gaveston, Isabelle de Lancastre et Jeanne de Monthermer. Édouard II a donné au prieuré une généreuse allocation de 100 marks par an pour l'éducation d’Éléonore et de sa plus jeune cousine, Jeanne Gaveston.
Éléonore s'est mariée deux fois ; d'abord en 1327 à James Butler, 1er comte d'Ormond, (fils d'Edmond Butler, comte de Carrick et de Jeanne FitzGerald) décédé en 1337 et, six ans plus tard en 1343, à Thomas Dagworth, qui est tué dans une embuscade en Bretagne en 1352.

## Descendance
De son premier mariage sont issus trois enfants : 
- John Butler (né le 6 novembre 1330, mort jeune)
- Pétronille (ou Perina) Butler, (morte en 1387) qui a épousé Gilbert Talbot, 3e baron Talbot dont elle eut une fille, Élisabeth Talbot, qui a épousé Sir Henry de Gray de Wilton, 5e baron Gray de Wilton[2].
- James Butler, 2e comte d'Ormond (4 octobre 1331-18 octobre 1382) qui a épousé Élisabeth Darcy.

De son second mariage est issue une fille : 
- Éléonore Dagworth qui s'est mariée en 1362 avec Walter Fitz Walter, 3e Lord Fitz Walter (1345-1386). À sa mort, elle a été enterrée au prieuré de Dunmow[3].